# Gegen den Strom (Album)
Gegen den Strom ist ein Kompilationsalbum des deutschen Sängers Udo Lindenberg, das am 5. Mai 2006 bei Sony Music BMG erschien.
Die Kompilation wirkt zwar wie ein traditionelles Best-Of, enthält aber lediglich Titel aus Albenveröffentlichungen, die von 2000 bis 2003 direkt bei Sony bzw. BMG und/oder sogenannten Unterlabels erschienen waren. Die auf dem Album und im Booklet angegebene Titelliste lässt allerdings keine Rückschlüsse darauf zu, dass es sich zum größten Teil um damals aktuelle Liveversionen oder Neueinspielungen von (Erfolgs-)Titeln handelt, sie ist noch dazu grob irreführend (Siehe Titelliste).
Kompiliert wurden die Alben Der Exzessor (Studioalbum 2000), Ich schwöre! – Das volle Programm (Livealbum mit 2 Studiotiteln, 2000), Atlantic Affairs (Studioalbum, 2002) und Panikpräsident (Studioalbum, 2003). Letzteres enthält ausschließlich Neueinspielungen und wurde nach dem Vorbild des 2002 erfolgreich erschienenen Nena-Comebackalbums 20 Jahre – Nena feat. Nena konzipiert.
Ergänzt wurden die Titel Airport (… dich wiedersehen) von 1988 (Album CasaNova) und Ein Herz kann man nicht reparieren von 1991 (Album Ich will dich haben), jeweils in ihren Originalversionen.

## Titelliste
CD 1
1. Alles klar auf der Andrea Doria (Neuaufnahme 2003, Album Panikpräsident)
2. Sonderzug nach Pankow (Neuaufnahme, im Booklet als "Remake 2003" betitelt, Album Panikpräsident)
3. Ich lieb’ Dich überhaupt nicht mehr (Neuaufnahme 2003, Album Panikpräsident)
4. Ich hab noch einen Koffer in Berlin (Album Atlantic Affairs)
5. Der Panther (im Booklet als "Album Version" betitelt, Album Der Exzessor)
6. Mackie Messer (Live) (im Booklet als "Album Version" betitelt, Live-Album Ich schwöre! – Das volle Programm)
7. Sie brauchen keinen Führer (im Booklet als "Album Version" betitelt, Live-Album Ich schwöre! – Das volle Programm, allerdings als Studio-Neuaufnahme)
8. Horizont (mit Nena) (Neuaufnahme 2003, im Booklet als "Udo Lindenberg & das Panikorchester feat. Nena - Horizont" betitelt, Album Panikpräsident)
9. Ein Herz kann man nicht reparieren (Originalversion 1991)
10. Bis ans Ende der Welt (Neuaufnahme 2003, Album Panikpräsident)[1][2][3]

CD 2
1. Gegen den Strom, gegen den Wind (Live) (Livealbum Ich schwöre! – Das volle Programm)
2. Seid Willkommen in Berlin (Live) (Livealbum Ich schwöre! – Das volle Programm)
3. Augen in der Großstadt (Live) (Livealbum Ich schwöre! – Das volle Programm)
4. Airport (… dich wiedersehen) (Originalversion 1988)
5. Süße Lippen (Live) (Livealbum Ich schwöre! – Das volle Programm)
6. Gott, wenn es dich gibt (Live) (Livealbum Ich schwöre! – Das volle Programm)
7. Wir wollen doch nur einfach zusammen sein (Mädchen aus Ost-Berlin) (Neuaufnahme 2003, Album Panikpräsident)
8. Bel Ami (Live) (Livealbum Ich schwöre! – Das volle Programm)
9. Wozu sind Kriege da (mit Die kurzen Hosen) (Live-Album Ich schwöre! – Das volle Programm)
10. Baby wenn ich down bin (Live) (Livealbum Ich schwöre! – Das volle Programm)
11. Und trotzdem lieb ich dich so sehr (Live) (Livealbum Ich schwöre! – Das volle Programm)
12. Reeperbahn (Neuaufnahme 2003, Album Panikpräsident)